# Хлебная зеленоглазка
Хлебная зеленоглазка, или муха зеленоглазая, или зеленоглазка (лат. Chlorops pumilionis) — насекомое семейства злаковых мушек. Олигофаг, вредитель зерновых культур.

## Описание
Тело длиной 3—5 мм, грудь светло-жёлтого цвета с тремя чёрными продольными полосками, глаза ярко-зелёные (отсюда название). Третий сегмент усиков и два последних сегмента лапок чёрного цвета.

## Распространение
Хлебная зеленоглазка широко распространена в Южной, Северной и Центральной Европе, Северной Америке, Африке и Японии.

## Экология
Личинки хлебной зеленоглазки повреждают 18 видов культурных и диких злаков, среди которых пшеница, ячмень, рожь, овёс, тимофеевка луговая и пырей ползучий.